# Бюнуа, Антуан
Антуан Бюнуа́ (фр. Busnois, Busnoys; ок. 1430 — 6 ноября 1492, Брюгге) — французский композитор. После смерти Гийома Дюфаи был наиболее значительным представителем бургундской (первой нидерландской) школы.

## Биография
Родился, возможно, в небольшой деревне Бюн (Busnes) на севере Франции. О ранних годах (в том числе, о начальном музыкальном образовании) Бюнуа исторических свидетельств не сохранилось. В 1461 упоминается как капеллан кафедрального собора в Туре и зачинщик избиения тамошнего священника. За эту драку Бюнуа был отлучён от церкви, но позже был прощён папой римским. В 1465 упоминается в связи с аббатством св. Мартина Турского (также в Туре, не сохранилось), где в то же время работал казначеем Йоханнес Окегем. В 1465-66 капельмейстер церкви св. Илария Пиктавийского в Пуатье. С 1467 певчий при дворе Карла Смелого, с 1470 член придворной капеллы герцога. В 1467 написал мотет «In hydraulis», где воздал хвалы Окегему, но также не забыл и себя:
Ты, Окегем,— главный запевала

Во всем французском королевстве.

Заслышав порою отзвуки твоего искусства

В пенатах герцога бургундского, 

Я, Бенуа, недостойный музыкант

Светлого графа Шароле (Charolais)

Воздаю тебе должное по заслугам твоим,

Великий как Кифа, триумфальный столп,

Прощай, верный отблеск Орфея!
Предположительно сопровождал отчаянного герцога во всех его сражениях, кроме трагического последнего. После смерти Карла Смелого (в 1477) до 1483 продолжал служить при дворе Максимилиана I (зятя Карла). О поздних годах Бюнуа ничего неизвестно. Последний исторический документ, датируемый ноябрём 1492, упоминает его как недавно почившего капельмейстера кафедрального собора в Брюгге.
Основной (рукописный) источник музыки Бюнуа — так называемый Дижонский песенник (Dijon Chansonnier, датируется 1470-75 гг.).

## Творчество
Автор трёх четырёхголосных месс (в том числе, возможно, первой на популярнейшую французскую песню «L’homme armé»), мотетов, многоголосных обработок гимнов, антифонов и песнопений проприя, многоголосных песен преимущественно на французском языке (рондо́, баллад, «виреле). Бюнуа начиная с XV века также приписывалась знаменитая многоголосная песня Fortuna desperata». Мотет «Плач на смерть Дюфаи» (1474), а также некоторые другие сочинения Бюнуа утрачены.
Стилистически музыка Бюнуа ближе Окегему (с которым, вероятно, он был знаком), чем Дюфаи. У Бюнуа почти нет следов фобурдона, откровенно культивируется благозвучие, широко используются оба трезвучия (хотя в ультимах главных каденций по-прежнему преобладает конкорд квинтоктавы), в том числе параллельные, однако эксперименты в «пограничных» областях гармонии (например, в хроматике) для него не характерны. Бюнуа — искусный полифонист; он постоянно и весьма изобретательно (в том числе, с использованием синкоп и других приёмов ритмической игры) использует имитацию, в многоголосных песнях нередки каноны в унисон. При этом полифоническая техника никогда не перегружает многоголосную фактуру, которая остаётся прозрачной и хорошо прослушивается.

## Список сочинений
Примечание. Критического и полного собрания сочинений А. Бюнуа на текущий момент (2022) не существует.

### Мессы
1. Missa L’homme armé (a4);
2. Missa O crux lignum triumphale (a4);
3. Missa Patrem Vilayge (a4);

Магнификат шестого тона;

### Мотетыи церковная музыка
1. Ad coenam agni providi;
2. Alleluia, verbum caro factum est;
3. Anima mea liquefacta est / Stirps Jesse;
4. Anthoni usque limina;
5. Conditor alme siderum;
6. Gaude caelestis domina;
7. In hydraulis (посвящён Йоханнесу Окегему);
8. Noel, noel;
9. Regina caeli (I);
10. Regina caeli (II);
11. Victimae paschali laudes.

### Светская музыка
Примечание. R = рондо, V = виреле, B = баллада
1. Acordes moy (a4, R);
2. Advegne que advenir pourra (a3, R);
3. Amours nous traicte / Je m’en vois (a4, R);
4. A qui vens tu tes coquilles (a3, R);
5. Au gré de mes ieulx (a3, V);
6. A une dame (a3, V);
7. Au povre par necessité (a3, R);
8. A vous, sans autre (a3, R);
9. Bel acueil (a3, R);
10. Bone chére (a3, R?);
11. Ce n’est pas moy (a3, V);
12. C’est bien maleur (a3, R);
13. C’est vous en qui (a3, V);
14. Chi dit on benedicité (a3, R);
15. Con tutta gentileça (a3, баллата);
16. Corps digne / Dieu quel mariage (a3, R?);
17. En soustenant (a3, R);
18. En tous les lieux (a3, V);
19. En voyant sa dame (a3, R);
20. Est il merci (a3, R);
21. Faites de moy (a3, R);
22. Faulx mesdisans (a3, R);
23. (O) Fortune, trop tu es dure (a3, R);
24. Ha que ville (a3, R; две редакции);
25. In myne zynn (a4, B);
26. Ja que lui ne s'i attende (a3, V);
27. J’ay mayns de bien (a3, V);
28. J’ay pris amours tout au rebours (a4, R);
29. Je m’esbaïs de vous (a3, R);
30. Je ne demande aultre degré (a4, R);
31. Je ne demande lialté (a3, R?);
32. Je ne puis vivre ainsi (a3, V);
33. Joye me fuit (a3, R);
34. Laissez dangier (a3, V);
35. L’autrier la pieça /En l’ombre du buissonet / Trop suis jonette (шансон a4);
36. L’autrier que passa (шансон a4);
37. Le corps s’en va (a3, R);
38. Le monde est tel (a3, R?);
39. Ma damoiselle (a3, R);
40. Maintes femmes (a4, V);
41. Ma plus qu’assez (a3, V);
42. Ma tres souveraine princesse (шансон a3);
43. M’a vostre cueur (Ma doulce cueur; a3, V);
44. Mon mignault / Gracieuse, playsant (a4, V);
45. Mon seul et sangle souvenir (a3, R);
46. On a grant mal / On est bien malade (a4, R);
47. Pour entretenir mes amours (a3, R; на текст Ф. Вийона);
48. Pucellotte (a3, B);
49. Quant j’ay au cueur (a3, R);
50. Quant vous me ferez (a3, R);
51. Quelque povre homme (шансон a3, две редакции);
52. Resjois toy terre de France / Rex pacificus (мотет-шансон a4);
53. Seule a par moy (a3, R);
54. Soudainementmon cueur (a3, V);
55. Terrible dame (a4, R);
56. Une filleresse / S’il y a compagnion / Vostre amour  (a4, R?);
57. Ung grand povre homme (a3, R);
58. Ung plus que tous (a3, R; две редакции);
59. Vostre beauté / Vous marchez (шансон a4);
60. Vostre gracieuse acointance (a3; R).

### Сочинения, приписываемые Бюнуа (выборка)
1. Месса L’ardent desir (L’ardant desir);
2. Мессы L’homme armé I—VI (6 анонимных месс из неаполитанской нотной рукописи);
3. Месса Quant ce viendra;
4. Месса sine nomine;
5. Магнификат восьмого тона;
6. Магнификат второго тона;
7. Мотет Incomprehensibilia / Praeter rerum ordinem;
8. Мотет O pulcherrima mulierum / Girum caeli circuivi.
9. Светские многоголосные песни:
  1. Amours, amours, amours;
  2. Amours fait moult / Il est de binne heure né /Tant que nostre argent dura;
  3. Cent mile escus;
  4. Et qui la dira;
  5. J’ay bien choisi;
  6. Il sera pour vous canbatu / L’homme armé;
  7. Je ne fay plus;
  8. Je suis venu;
  9. Le serviteur;
  10. Quant ce vendra (приписана в рукописи Dijon MS 517);
  11. Sans avoir (др. названия: S'amaur vos faj, Malagrota);
  12. Se brief puis.